# Majed Moqed
Majed Mashaan Ghanem Moqed (em árabe: ماجد موقد, translit. Mājad Mūqad; Al-Nakhil, Medina, 18 de junho de 1977 – Washington, D.C., 11 de setembro de 2001) foi um sequestrador terrorista saudita. Ele foi um dos cinco sequestradores do voo 77 da American Airlines como parte dos ataques de 11 de setembro de 2001 contra os Estados Unidos.
Saudita, Moqed estudava direito em uma universidade na Arábia Saudita antes de ingressar na Al-Qaeda em 1999 e ser escolhido para participar dos atentados de 11 de setembro. Ele chegou aos Estados Unidos em maio de 2001 e ajudou no planejamento de como os ataques seriam realizados.
Em 11 de setembro de 2001, Moqed embarcou no voo 77 da American Airlines e ajudou no sequestro do avião para que ele pudesse ser jogado contra o prédio do Pentágono.

## Juventude e atividades
Moqed era um estudante de direito da pequena cidade de Al-Nakhil, na Arábia Saudita (oeste de Medina), estudando na Faculdade de Administração e Economia da Universidade Rei Fahd. Antes de desistir, ele aparentemente foi recrutado pela Al-Qaeda em 1999 junto com o amigo Satam al-Suqami, um sequestrador do voo 11 da American Airlines.
Os dois treinaram em Khalden, um grande centro de treinamento perto de Cabul que era dirigido por Ibn al-Shaykh al-Libi. Um amigo na Arábia Saudita afirmou que foi visto lá pela última vez em 2000, antes de partir para estudar inglês nos Estados Unidos. No final de 2000, Moqed viajou para os Emirados Árabes Unidos, onde comprou cheques de viagem que se presume terem sido pagos pelo financista do 11 de setembro, Mustafa Ahmed al-Hawsawi. Cinco outros sequestradores também passaram pelos Emirados Árabes Unidos e compraram cheques de viagem, incluindo Wail al-Shehri, Saeed al-Ghamdi, Hamza al-Ghamdi, Ahmed al-Haznawi e Ahmed al-Nami. Conhecido como al-Ahlaf durante os preparativos dos atentados, Moqed então foi morar com os sequestradores Salem al-Hazmi, Abdulaziz al-Omari e Khalid al-Mihdhar em um apartamento em Paterson, Nova Jersey.

### 2001
Moqed foi um dos cinco sequestradores que solicitaram uma carteira de identidade estadual em 2 de agosto de 2001. Em 24 de agosto, tanto Mihdhar quanto Moqed tentaram comprar online passagens aéreas da American Airlines, mas tiveram dificuldades técnicas para resolver o endereço e desistiram.
Funcionários da Advance Travel Service em Totowa, Nova Jersey, alegaram mais tarde que Moqed e Hanjour haviam comprado passagens lá. Eles alegaram que Hani Hanjour falava muito pouco inglês e Moqed era quem falava na maior parte do tempo. Hanjour solicitou um assento na primeira fila do avião. O cartão de crédito não foi autorizado e, após serem informados que a agência não aceitava cheques pessoais, a dupla saiu para sacar dinheiro. Eles retornaram pouco depois e pagaram 1.842,25 dólares em dinheiro. Durante esse período, Moqed estava hospedado no quarto 343 do Valencia Motel. Em 2 de setembro, Moqed pagou em dinheiro por uma assinatura semanal de 30 dólares no Gold's Gym em Greenbelt, Maryland.
Três dias depois ele foi visto em uma câmera de caixa eletrônico com Hani Hanjour. Após os ataques, o gerente de uma locadora de vídeos adultos, a Adult Lingerie Center, em Beltsville afirmou que Moqed esteve na loja três vezes.

## Ataques
Em 11 de setembro de 2001, Moqed chegou ao Aeroporto Internacional Washington Dulles. De acordo com o Relatório da Comissão do 11 de Setembro, Moqed acionou o detector de metais no aeroporto e foi rastreado com uma varinha manual. Ele passou na inspeção superficial e pôde embarcar em seu voo às 7h50. Ele estava sentado no assento 12A, adjacente a Mihdhar que estava no 12B. Moqed ajudou a sequestrar o avião e ajudou Hani Hanjour a lançar o avião contra o prédio do Pentágono às 9h37, matando 189 pessoas (64 no avião e 125 no solo). O voo estava previsto para partir às 08h10, mas acabou saindo às 10 minutos atrasado do portão D26 em Dulles. As últimas comunicações normais de rádio da aeronave para o controle de tráfego aéreo ocorreram às 08h50min51s. Às 08h54, o voo 77 começou a se desviar de sua rota designada, virou para o sul e então os sequestradores definiram o piloto automático do voo para Washington, DC. A passageira Barbara Olson ligou para seu marido, o procurador-geral dos Estados Unidos Theodore Olson, e relatou que o avião havia sido sequestrado e que os terroristas portavam estiletes e facas. Às 09h37, o voo 77 da American Airlines colidiu com a fachada oeste do Pentágono, matando todos os 64 a bordo (incluindo os sequestradores), juntamente com 125 em solo. No processo de recuperação no Pentágono, restos mortais de todos os cinco sequestradores foram identificados por meio de um processo de eliminação, por não corresponderem a nenhuma amostra de DNA das vítimas, e colocados sob custódia do FBI.
Após os ataques, sua família disse ao Arab News que Moqed era fã de esportes e gostava de viajar. Além disso, os Estados Unidos anunciaram que encontraram uma “carteira de identidade de estudante do Reino da Arábia Saudita” com o nome de Moqed nos escombros ao redor do Pentágono. Eles também afirmaram que parecia ter sido uma falsificação.